# Esqui cross-country nos Jogos Olímpicos de Inverno de 2002 - Velocidade individual masculino
A competição de velocidade individual masculino do esqui cross-country nos Jogos Olímpicos de inverno de 2002 ocorreu no dia 19 de fevereiro no Soldier Hollow.

## Medalhistas
| Ouro   | NOR Tor-Arne Hetland      |
| Prata  | GER Peter Schlickenrieder |
| Bronze | ITA Cristian Zorzi        |

## Resultados

### Qualificação
| Posição | Atleta                    | Tempo   | Notas |
| ------- | ------------------------- | ------- | ----- |
| 1       | NOR Håvard Bjerkeli       | 2:50.07 | Q     |
| 2       | ITA Cristian Zorzi        | 2:50.34 | Q     |
| 3       | POL Janusz Krężelok       | 2:50.67 | Q     |
| 4       | NOR Trond Iversen         | 2:51.09 | Q     |
| 5       | GER Peter Schlickenrieder | 2:51.12 | Q     |
| 6       | NOR Tor-Arne Hetland      | 2:51.19 | Q     |
| 7       | ITA Silvio Fauner         | 2:51.51 | Q     |
| 8       | CZE Martin Koukal         | 2:52.09 | Q     |
| 9       | SWE Björn Lind            | 2:52.17 | Q     |
| 10      | GER Tobias Angerer        | 2:52.31 | Q     |
| 11      | ITA Freddy Schwienbacher  | 2:53.03 | Q     |
| 12      | NOR Trond Einar Elden     | 2:53.31 | Q     |
| 13      | SLO Matej Soklič          | 2:53.42 | Q     |
| 14      | SWE Peter Larsson         | 2:53.55 | Q     |
| 15      | LIE Markus Hasler         | 2:53.74 | Q     |
| 16      | FIN Hannu Manninen        | 2:53.87 | Q     |
| 17      | RUS Sergey Novikov        | 2:54.35 |       |
| 18      | SWE Thobias Fredriksson   | 2:54.45 |       |
| 19      | SUI Christoph Eigenmann   | 2:54.76 |       |
| 20      | GER René Sommerfeldt      | 2:54.87 |       |
| 21      | FIN Ari Palolahti         | 2:55.28 |       |
| 22      | FIN Sami Repo             | 2:55.47 |       |
| 23      | LIE Stefan Kunz           | 2:55.91 |       |
| 24      | AUT Reinhard Neuner       | 2:56.20 |       |
| 25      | SWE Jörgen Brink          | 2:56.84 |       |
| 26      | FIN Keijo Kurttila        | 2:56.91 |       |
| 27      | BLR Roman Virolaynen      | 2:57.48 |       |
| 28      | ITA Fulvio Valbusa        | 2:57.60 |       |
| 29      | RUS Vasily Rochev         | 2:57.76 |       |
| 30      | USA Carl Swenson          | 2:58.56 |       |
| 31      | RUS Vitaly Denisov        | 2:59.21 |       |
| 32      | RUS Dmitry Tishkin        | 2:59.40 |       |
| 33      | EST Indrek Tobreluts      | 3:00.02 |       |
| 34      | KAZ Nikolay Chebotko      | 3:00.31 |       |
| 35      | EST Pavo Raudsepp         | 3:01.04 |       |
| 36      | USA Torin Koos            | 3:01.32 |       |
| 37      | USA Lars Flora            | 3:01.41 |       |
| 38      | JPN Daichi Azegami        | 3:01.47 |       |
| 39      | EST Priit Narusk          | 3:01.75 |       |
| 40      | HUN Zoltán Tagscherer     | 3:01.90 |       |
| 41      | GRE Lefteris Fafalis      | 3:01.98 |       |
| 42      | USA Kris Freeman          | 3:02.68 |       |
| 43      | KAZ Denis Krivushkin      | 3:02.73 |       |
| 44      | CAN Donald Farley         | 3:03.02 |       |
| 45      | UKR Roman Leibiuk         | 3:03.21 |       |
| 46      | ROU Zsolt Antal           | 3:05.24 |       |
| 47      | JPN Masaaki Kozu          | 3:05.90 |       |
| 47      | CRO Damir Jurčević        | 3:05.90 |       |
| 49      | HUN Imre Tagscherer       | 3:05.98 |       |
| 50      | KAZ Vladimir Bortsov      | 3:06.03 |       |
| 51      | KAZ Maksim Odnodvortsev   | 3:06.83 |       |
| 52      | CHN Han Dawei             | 3:07.00 |       |
| 53      | LTU Vadim Gusevas         | 3:07.25 |       |
| 53      | LTU Vladislavas Zybaila   | 3:07.25 |       |
| 55      | BLR Aleksey Tregubov      | 3:08.05 |       |
| 56      | BLR Denis Vorobyov        | 3:08.79 |       |
| 57      | KOR Shin Doo-Sun          | 3:11.89 |       |
| 58      | BLR Aleksandr Shalak      | 3:13.63 |       |
| 59      | BUL Slavcho Batinkov      | 3:14.21 |       |
| 60      | HUN Matyás Holló          | 3:15.11 |       |
| 61      | TUR Sabahattin Oğlago     | 3:18.24 |       |
| 62      | BUL Ivan Bayrakov         | 3:18.97 |       |
| 63      | ARM Aram Hadzhiyan        | 3:24.89 |       |
| 64      | MKD Gjoko Dineski         | 3:29.29 |       |
| 65      | KEN Philip Boit           | 3:51.49 |       |
| 66      | CMR Isaac Menyoli         | 4:10.07 |       |
| 67      | THA Prawat Nagvajara      | 4:14.55 |       |
| 68      | CRC Arturo Kinch          | 4:22.72 |       |
| 69      | IRL Paul O'Connor         | 4:33.82 |       |
| 70      | NEP Jay Khadka            | 4:48.42 |       |
|         | AUT Marc Mayer            | 2:54.96 | DSQ   |

### Quartas-de-final
Quartas-de-final 1
| Posição | Atleta              | Tempo  | Notas |
| ------- | ------------------- | ------ | ----- |
| 1       | SWE Björn Lind      | 3:02.2 | Q     |
| 2       | FIN Hannu Manninen  | 3:02.4 | Q     |
| 3       | CZE Martin Koukal   | 3:02.6 |       |
| 4       | NOR Håvard Bjerkeli | 3:05.8 |       |

Quartas-de-final 2
| Posição | Atleta                    | Tempo  | Notas |
| ------- | ------------------------- | ------ | ----- |
| 1       | GER Peter Schlickenrieder | 2:55.0 | Q     |
| 2       | NOR Trond Iversen         | 2:56.8 | Q     |
| 3       | SLO Matej Soklič          | 2:57.1 |       |
| 4       | NOR Trond Einar Elden     | 2:58.1 |       |

Quartas-de-final 3
| Posição | Atleta             | Tempo  | Notas |
| ------- | ------------------ | ------ | ----- |
| 1       | GER Tobias Angerer | 2:51.4 | Q     |
| 2       | ITA Cristian Zorzi | 2:52.1 | Q     |
| 3       | LIE Markus Hasler  | 2:53.3 |       |
| 4       | ITA Silvio Fauner  | 2:53.9 |       |

Quartas-de-final 4
| Posição | Atleta                   | Tempo  | Notas |
| ------- | ------------------------ | ------ | ----- |
| 1       | NOR Tor-Arne Hetland     | 2:57.2 | Q     |
| 2       | ITA Freddy Schwienbacher | 2:57.7 | Q     |
| 3       | POL Janusz Krężelok      | 3:00.7 | Q     |
|         | SWE Peter Larsson        | 2:57.7 | DSQ   |

### Semifinais
Semifinal 1
| Posição | Atleta                    | Tempo  | Notas |
| ------- | ------------------------- | ------ | ----- |
| 1       | GER Peter Schlickenrieder | 3:09.9 | Q     |
| 2       | SWE Björn Lind            | 3:10.4 | Q     |
| 3       | NOR Trond Iversen         | 3:10.5 | QB    |
| 4       | FIN Hannu Manninen        | 3:14.1 | QB    |

Semifinal 2
| Posição | Atleta                   | Tempo  | Notas |
| ------- | ------------------------ | ------ | ----- |
| 1       | ITA Cristian Zorzi       | 2:59.9 | Q     |
| 2       | NOR Tor-Arne Hetland     | 2:59.9 | Q     |
| 3       | ITA Freddy Schwienbacher | 3:00.2 | QB    |
| 4       | GER Tobias Angerer       | 3:00.4 | QB    |
| 5       | POL Janusz Krężelok      | 3:00.6 |       |

### Finais
Final B
| Posição | Atleta                   | Tempo  |
| ------- | ------------------------ | ------ |
| 1       | ITA Freddy Schwienbacher | 2:56.1 |
| 2       | NOR Trond Iversen        | 2:56.6 |
| 3       | GER Tobias Angerer       | 2:58.0 |
| 4       | FIN Hannu Manninen       | 2:59.5 |

Final
| Posição           | Atleta                    | Tempo  |
| ----------------- | ------------------------- | ------ |
| Medalha de ouro   | NOR Tor-Arne Hetland      | 2:56.9 |
| Medalha de prata  | GER Peter Schlickenrieder | 2:57.0 |
| Medalha de bronze | ITA Cristian Zorzi        | 2:57.2 |
| 4                 | SWE Björn Lind            | 2:58.1 |

Legenda
| Recorde mundial      | Recorde mundial (World record)               |                       | Recorde africano                      | Recorde africano (African) |                                           | Q | Classificado por posição (Qualified) |
| Recorde olímpico     | Recorde olímpico (Olympic record)            | Recorde da América    | Recorde da América (Americas)         | q                          | Classificado por melhor tempo (Qualified) |   |                                      |
| Melhor marca do ano  | Melhor marca do ano (World leading)          | Recorde asiático      | Recorde asiático (Asian)              | DNS                        | Não largou (Did not start)                |   |                                      |
| Recorde nacional     | Recorde nacional (National record)           | Recorde europeu       | Recorde europeu (European)            | DNF                        | Não terminou (Did not finish)             |   |                                      |
| Recorde pessoal      | Recorde pessoal do atleta (Personal best)    | Recorde da Oceania    | Recorde da Oceania (Oceania)          | DSQ / DQ                   | Desclassificado (Disqualified)            |   |                                      |
| Recorde da temporada | Recorde da temporada do atleta (Season best) | Recorde sul-americano | Recorde sul-americano (South America) | NM                         | Sem marca (No mark)                       |   |                                      |